# Distretto di Zhuhui
Il distretto di Zhuhui (珠晖区S, Zhūhuī QūP) è un distretto della Cina, situato nella provincia di Hunan e amministrato dalla prefettura di Hengyang.